# English Football League Trophy 2020-2021
L'English Football League Trophy 2020-2021 è stata la 40ª edizione di questa competizione calcistica.
La finale si è disputata il 14 marzo 2021 e ha visto imporsi il Sunderland, al primo successo nella competizione, sui Tranmere Rovers.

## Squadre partecipanti
- Quarantotto club di EFL One e EFL Two.
- Sedici squadre della Category One Academy, ovvero le formazioni Under-21 aderenti al programma di sviluppo giovanile (EPPP) avviato dalla Premier League.
- I club esclusi verranno automaticamente eliminati dal torneo.
- Le squadre giovanili della Category One Academy retrocesse in EFL One perderanno la possibilità di essere rappresentate nel seguente torneo.

Quattro club di Premier League non hanno aderito con le loro formazioni giovanili: Burnley e Crystal Palace, entrambi alla loro prima stagione completa della Category One Academy, e Everton e Tottenham, che hanno giocato entrambi nella competizione dell'anno precedente ma hanno rifiutato di partecipare all'edizione 2020-2021. Di conseguenza, è stata ripescata la formazione giovanile del Norwich City, squadra retrocessa in Championship.
| League One | League Two | U-21 |
| --- | --- | --- |
| - Accrington Stanley - AFC Wimbledon - Blackpool - Bristol Rovers - Burton Albion - Charlton - Crewe Alexandra - Doncaster - Fleetwood Town - Gillingham - Hull City - Ipswich Town - Lincoln City - MK Dons - Northampton Town - Oxford Utd - Peterborough Utd - Plymouth - Portsmouth - Rochdale - Shrewsbury Town - Sunderland - Swindon Town - Wigan | - Barrow - Bolton - Bradford City - Cambridge Utd - Carlisle Utd - Cheltenham Town - Colchester Utd - Crawley Town - Exeter City - Forest Green - Grimsby Town - Harrogate Town - Leyton Orient - Mansfield Town - Morecambe - Newport County - Oldham Athletic - Port Vale - Salford City - Scunthorpe Utd - Southend Utd - Stevenage - Tranmere - Walsall | - Arsenal U-21 - Aston Villa U-21 - Brighton & Hove U-21 - Chelsea U-21 - Fulham U-21 - Leeds U-21 - Leicester City U-21 - Liverpool U-21 - Manchester City U-21 - Manchester United U-21 - Newcastle U-21 - Norwich City U-21 - Southampton U-21 - West Bromwich Albion U-21 - West Ham U-21 - Wolverhampton U-21 |

## Fase a gironi
Legenda: Pti=punti; G=partite giocate; V=partite vinte; NV=partite vinte ai rigori dopo un pareggio;
NP=partite perse ai rigori dopo un pareggio;
P=partite perse; GF=gol fatti; GS=gol subiti; DR=differenza reti

### Sezione Nord
Gruppo A
| Squadra          | Pti | G | V | NV | NP | P | GF | GS | DR  |
| ---------------- | --- | - | - | -- | -- | - | -- | -- | --- |
| Fleetwood Town   | 9   | 3 | 3 | 0  | 0  | 0 | 8  | 2  | +6  |
| Sunderland       | 6   | 3 | 2 | 0  | 0  | 1 | 14 | 6  | +8  |
| Carlisle Utd     | 3   | 3 | 1 | 0  | 0  | 2 | 7  | 9  | -2  |
| Aston Villa U-21 | 0   | 3 | 0 | 0  | 0  | 3 | 2  | 14 | -12 |

Gruppo B
| Squadra                | Pti | G | V | NV | NP | P | GF | GS | DR |
| ---------------------- | --- | - | - | -- | -- | - | -- | -- | -- |
| Salford City           | 6   | 3 | 2 | 0  | 0  | 1 | 4  | 7  | -3 |
| Manchester United U-21 | 5   | 3 | 1 | 1  | 0  | 1 | 6  | 4  | +2 |
| Rochdale               | 4   | 3 | 1 | 0  | 1  | 1 | 3  | 3  | 0  |
| Morecambe              | 3   | 3 | 1 | 0  | 0  | 2 | 5  | 4  | +1 |

Gruppo C
| Squadra         | Pti | G | V | NV | NP | P | GF | GS | DR |
| --------------- | --- | - | - | -- | -- | - | -- | -- | -- |
| Shrewsbury Town | 9   | 3 | 3 | 0  | 0  | 0 | 9  | 4  | +5 |
| Crewe Alexandra | 6   | 3 | 2 | 0  | 0  | 1 | 7  | 6  | +1 |
| Bolton          | 3   | 3 | 1 | 0  | 0  | 2 | 6  | 7  | -1 |
| Newcastle U-21  | 0   | 3 | 0 | 0  | 0  | 3 | 2  | 7  | -5 |

Gruppo D
| Squadra        | Pti | G | V | NV | NP | P | GF | GS | DR |
| -------------- | --- | - | - | -- | -- | - | -- | -- | -- |
| Port Vale      | 8   | 3 | 2 | 1  | 0  | 0 | 7  | 3  | +4 |
| Tranmere       | 6   | 3 | 1 | 1  | 1  | 0 | 5  | 4  | +1 |
| Wigan          | 4   | 3 | 1 | 0  | 1  | 1 | 9  | 6  | +3 |
| Liverpool U-21 | 0   | 3 | 0 | 0  | 0  | 3 | 5  | 13 | -8 |

Gruppo E
| Squadra              | Pti | G | V | NV | NP | P | GF | GS | DR |
| -------------------- | --- | - | - | -- | -- | - | -- | -- | -- |
| Manchester City U-21 | 7   | 3 | 2 | 0  | 1  | 0 | 8  | 1  | +7 |
| Lincoln City         | 7   | 3 | 1 | 2  | 0  | 0 | 5  | 3  | +2 |
| Mansfield Town       | 3   | 3 | 1 | 0  | 0  | 2 | 3  | 7  | -4 |
| Scunthorpe Utd       | 1   | 3 | 0 | 0  | 1  | 2 | 2  | 7  | -5 |

Gruppo F
| Squadra            | Pti | G | V | NV | NP | P | GF | GS | DR |
| ------------------ | --- | - | - | -- | -- | - | -- | -- | -- |
| Oldham Athletic    | 9   | 3 | 3 | 0  | 0  | 0 | 9  | 1  | +8 |
| Wolverhampton U-21 | 5   | 3 | 1 | 1  | 0  | 1 | 3  | 6  | -3 |
| Bradford City      | 2   | 3 | 0 | 0  | 2  | 1 | 2  | 4  | -2 |
| Doncaster          | 2   | 3 | 0 | 1  | 0  | 2 | 1  | 4  | -3 |

Gruppo G
| Squadra            | Pti | G | V | NV | NP | P | GF | GS | DR  |
| ------------------ | --- | - | - | -- | -- | - | -- | -- | --- |
| Accrington Stanley | 8   | 3 | 2 | 1  | 0  | 0 | 9  | 1  | +8  |
| Blackpool          | 6   | 3 | 1 | 1  | 1  | 0 | 4  | 1  | +3  |
| Barrow             | 3   | 3 | 0 | 1  | 1  | 1 | 2  | 3  | -1  |
| Leeds U-21         | 1   | 3 | 0 | 0  | 1  | 2 | 2  | 12 | -10 |

Gruppo H
| Squadra             | Pti | G | V | NV | NP | P | GF | GS | DR |
| ------------------- | --- | - | - | -- | -- | - | -- | -- | -- |
| Hull City           | 6   | 3 | 2 | 0  | 0  | 1 | 6  | 2  | +4 |
| Leicester City U-21 | 6   | 3 | 2 | 0  | 0  | 1 | 6  | 5  | +1 |
| Harrogate Town      | 4   | 3 | 1 | 0  | 1  | 1 | 5  | 5  | 0  |
| Grimsby Town        | 2   | 3 | 0 | 1  | 0  | 2 | 3  | 8  | -5 |

### Sezione Sud
Gruppo A
| Squadra        | Pti | G | V | NV | NP | P | GF | GS | DR  |
| -------------- | --- | - | - | -- | -- | - | -- | -- | --- |
| West Ham U-21  | 9   | 3 | 3 | 0  | 0  | 0 | 5  | 1  | +4  |
| Portsmouth     | 6   | 3 | 2 | 0  | 0  | 1 | 5  | 1  | +4  |
| Colchester Utd | 3   | 3 | 1 | 0  | 0  | 2 | 6  | 4  | +2  |
| Southend Utd   | 0   | 3 | 0 | 0  | 0  | 3 | 2  | 12 | -10 |

Gruppo B
| Squadra      | Pti | G | V | NV | NP | P | GF | GS | DR |
| ------------ | --- | - | - | -- | -- | - | -- | -- | -- |
| Arsenal U-21 | 8   | 3 | 2 | 1  | 0  | 0 | 5  | 3  | +2 |
| Gillingham   | 4   | 3 | 1 | 0  | 1  | 1 | 3  | 4  | -1 |
| Crawley Town | 3   | 3 | 1 | 0  | 0  | 2 | 4  | 4  | 0  |
| Ipswich Town | 3   | 3 | 1 | 0  | 0  | 2 | 3  | 4  | -1 |

Gruppo C
| Squadra          | Pti | G | V | NV | NP | P | GF | GS | DR |
| ---------------- | --- | - | - | -- | -- | - | -- | -- | -- |
| MK Dons          | 6   | 3 | 2 | 0  | 0  | 1 | 7  | 5  | +2 |
| Northampton Town | 5   | 3 | 1 | 1  | 0  | 1 | 6  | 3  | +3 |
| Stevenage        | 4   | 3 | 1 | 0  | 1  | 1 | 4  | 4  | 0  |
| Southampton U-21 | 3   | 3 | 1 | 0  | 0  | 2 | 3  | 8  | -5 |

Gruppo D
| Squadra        | Pti | G | V | NV | NP | P | GF | GS | DR |
| -------------- | --- | - | - | -- | -- | - | -- | -- | -- |
| Oxford Utd     | 8   | 3 | 2 | 1  | 0  | 0 | 4  | 2  | +2 |
| Bristol Rovers | 5   | 3 | 1 | 0  | 2  | 0 | 7  | 6  | +1 |
| Walsall        | 3   | 3 | 0 | 1  | 1  | 1 | 3  | 4  | -1 |
| Chelsea U-21   | 2   | 3 | 0 | 1  | 0  | 2 | 5  | 7  | -2 |

Gruppo E
| Squadra                   | Pti | G | V | NV | NP | P | GF | GS | DR |
| ------------------------- | --- | - | - | -- | -- | - | -- | -- | -- |
| Exeter City               | 9   | 3 | 3 | 0  | 0  | 0 | 11 | 5  | +6 |
| Forest Green              | 3   | 3 | 1 | 0  | 0  | 2 | 5  | 4  | +1 |
| Swindon Town              | 3   | 3 | 1 | 0  | 0  | 2 | 6  | 7  | -1 |
| West Bromwich Albion U-21 | 3   | 3 | 1 | 0  | 0  | 2 | 3  | 9  | -6 |

Gruppo F
| Squadra           | Pti | G | V | NV | NP | P | GF | GS | DR |
| ----------------- | --- | - | - | -- | -- | - | -- | -- | -- |
| Cheltenham Town   | 9   | 3 | 3 | 0  | 0  | 0 | 4  | 0  | +4 |
| Norwich City U-21 | 6   | 3 | 2 | 0  | 0  | 1 | 8  | 3  | +5 |
| Plymouth          | 3   | 3 | 1 | 0  | 0  | 2 | 5  | 6  | -1 |
| Newport County    | 0   | 3 | 0 | 0  | 0  | 3 | 1  | 9  | -8 |

Gruppo G
| Squadra              | Pti | G | V | NV | NP | P | GF | GS | DR |
| -------------------- | --- | - | - | -- | -- | - | -- | -- | -- |
| Leyton Orient        | 6   | 3 | 2 | 0  | 0  | 1 | 6  | 5  | +1 |
| AFC Wimbledon        | 6   | 3 | 2 | 0  | 0  | 1 | 4  | 3  | +1 |
| Charlton             | 5   | 3 | 1 | 1  | 0  | 1 | 5  | 4  | +1 |
| Brighton & Hove U-21 | 1   | 3 | 0 | 0  | 1  | 2 | 3  | 6  | -3 |

Gruppo H
| Squadra          | Pti | G | V | NV | NP | P | GF | GS | DR |
| ---------------- | --- | - | - | -- | -- | - | -- | -- | -- |
| Cambridge Utd    | 8   | 3 | 2 | 1  | 0  | 0 | 7  | 3  | +4 |
| Peterborough Utd | 6   | 3 | 1 | 1  | 1  | 0 | 8  | 6  | +2 |
| Burton Albion    | 3   | 3 | 0 | 1  | 1  | 1 | 6  | 8  | -2 |
| Fulham U-21      | 1   | 3 | 0 | 0  | 1  | 2 | 3  | 7  | -4 |

## Fase a eliminazione diretta

### Secondo turno

#### Sezione nord
| Squadra 1          | Risultato      | Squadra 2             |
| ------------------ | -------------- | --------------------- |
| 8 dicembre 2020    |                |                       |
| Hull City          | 0 - 0(3-2 dtr) | Crewe Alexandra       |
| Shrewsbury Town    | 1 - 4          | Lincoln City          |
| Salford City       | 3 - 3(5-6 dtr) | Leicester City U-21   |
| Port Vale          | 2 - 1          | Wolverhampton U-21    |
| Tranmere           | 2 - 1          | Manchester City U21   |
| Accrington Stanley | 3 - 2          | Manchester United U21 |
| Oldham Athletic    | 1 - 2          | Sunderland            |
| Fleetwood Town     | 0 - 0(5-4 dtr) | Blackpool             |

#### Sezione sud
| Squadra 1        | Risultato       | Squadra 2        |
| ---------------- | --------------- | ---------------- |
| 8 dicembre 2020  |                 |                  |
| AFC Wimbledon    | 3 - 0           | Arsenal U21      |
| Peterborough Utd | 3 - 0           | West Ham U21     |
| Oxford Utd       | 1 - 1 (4-1 dtr) | Forest Green     |
| Exeter City      | 1 - 2           | Northampton Town |
| Cheltenham Town  | 0 - 3           | Portsmouth       |
| Leyton Orient    | 1 - 2           | Bristol Rovers   |
| Cambridge Utd    | 2 - 0           | Gillingham       |
| MK Dons          | 6 - 0           | Norwich City U21 |

### Terzo turno

#### Sezione nord
| Squadra 1       | Risultato | Squadra 2           |
| --------------- | --------- | ------------------- |
| 12 gennaio 2021 |           |                     |
| Sunderland      | 2 - 0     | Port Vale           |
| Lincoln City    | 4 - 0     | Accrington Stanley  |
| Hull City       | 3 - 2     | Fleetwood Town      |
| Tranmere        | 4 - 2     | Leicester City U-21 |

#### Sezione sud
| Squadra 1        | Risultato | Squadra 2     |
| ---------------- | --------- | ------------- |
| 12 gennaio 2021  |           |               |
| Bristol Rovers   | 0 - 1     | AFC Wimbledon |
| Northampton Town | 0 - 2     | MK Dons       |
| Oxford Utd       | 1 - 0     | Cambridge Utd |
| Peterborough Utd | 5 - 1     | Portsmouth    |

### Quarti di finale
| Squadra 1       | Risultato       | Squadra 2        |
| --------------- | --------------- | ---------------- |
| 2 febbraio 2021 |                 |                  |
| MK Dons         | 0 - 3           | Sunderland       |
| Tranmere        | 2 - 1           | Peterborough Utd |
| Oxford Utd      | 1 - 0           | Cambridge Utd    |
| Hull City       | 1 - 1 (3-4 dtr) | Lincoln City     |

### Semifinali
| Squadra 1        | Risultato       | Squadra 2    |
| ---------------- | --------------- | ------------ |
| 16 febbraio 2021 |                 |              |
| Oxford Utd       | 0 - 2           | Tranmere     |
| 17 febbraio 2021 |                 |              |
| Sunderland       | 1 - 1 (5-3 dtr) | Lincoln City |

### Finale
| Arbitro: | Charles Breakspear |

|                  |           |  |
| Lynden Gooch 57’ | Marcatori |  |